# Dolmen in Jordanien

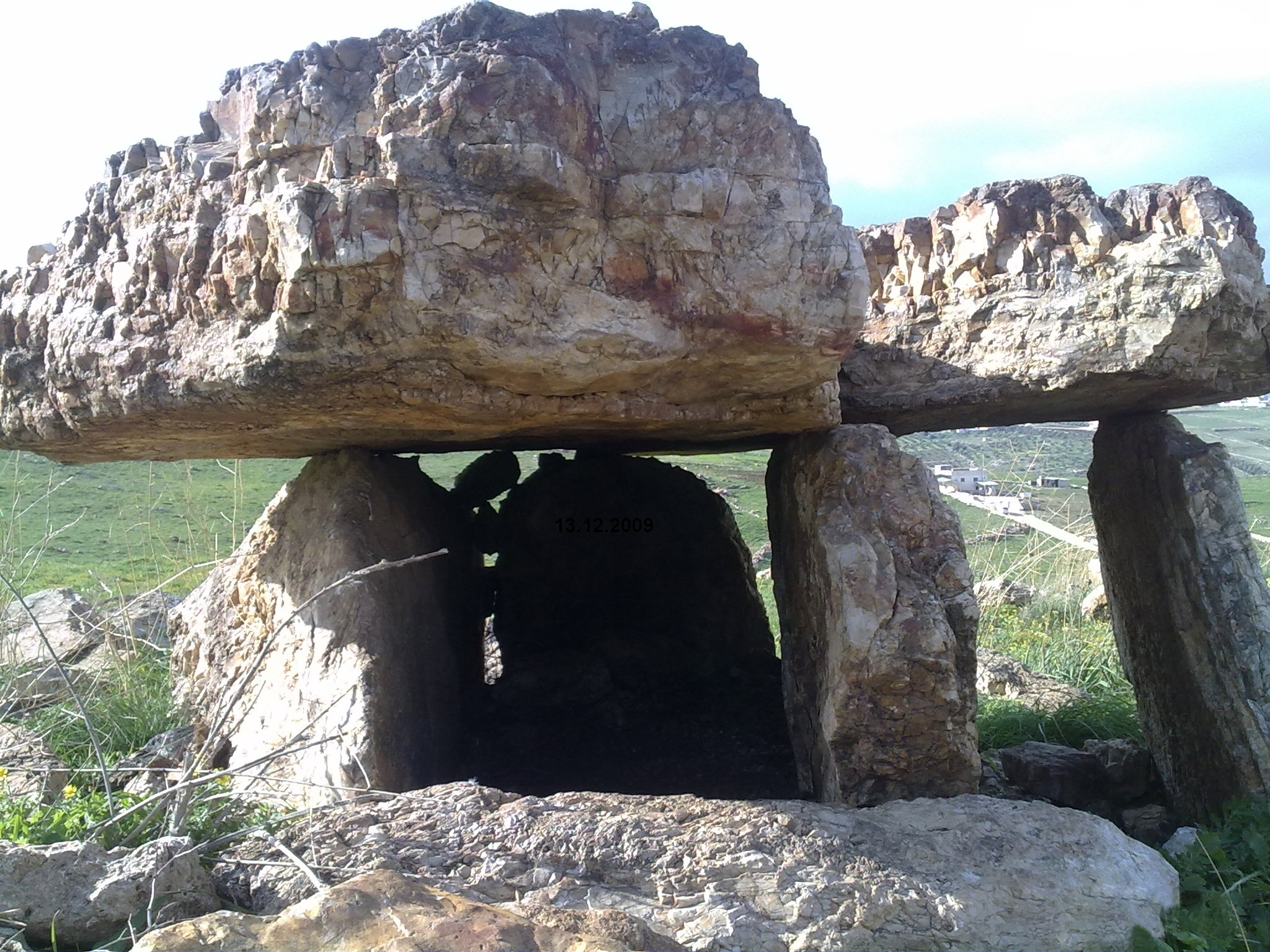
Dolmen bei Johfiyeh

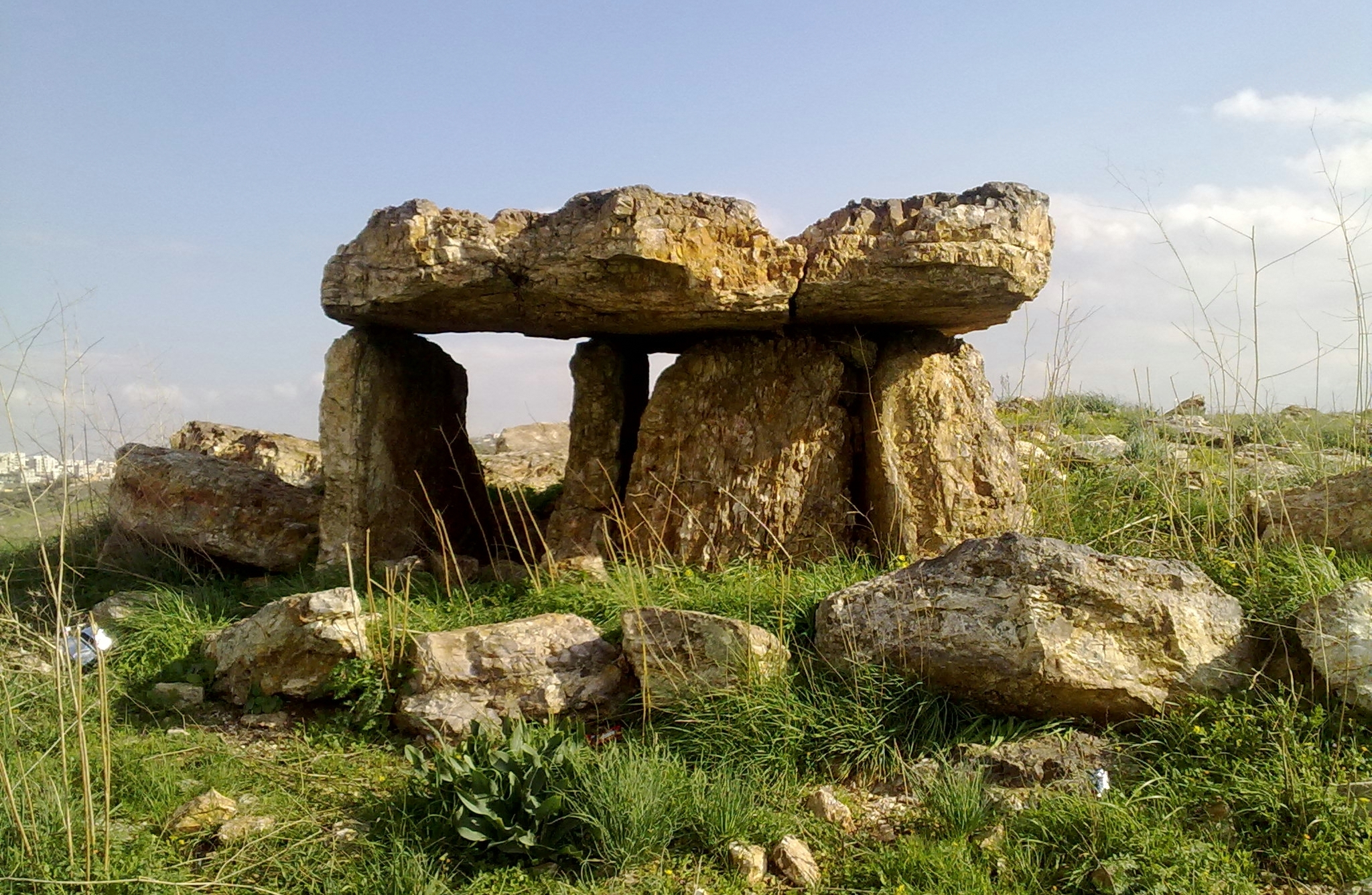
Dolmen bei Johfiyeh

Dolmen in Jordanien konzentrieren sich vornehmlich in der Nordwesthälfte des Landes, wo sie im Norden, jenseits der Grenze, Anschluss an die Megalithanlagen auf dem Golan in Syrien finden.
Jordanische Dolmen stammen aus der frühen Bronzezeit, setzen also im frühen 4. Jahrtausend v. Chr. ein und wurden bis zur Wende zum 2. Jahrtausend errichtet. Sie sind im Mittel drei Meter lang und einen Meter breit und hoch. Einige erreichen sieben Meter Länge. Östlich des Jordans waren sie das am häufigsten auftauchende Begräbniselement überhaupt. Bei diesen Elementen unterscheidet man zwei Typen, nämlich Dolmennekropolen der Sesshaften und Begräbnistürme (tower tombs) der nomadisch lebenden Bevölkerung der Steppengebiete. Die Dolmen konzentrieren sich im Gebiet des Toten Meeres, entlang des Jordantals, um Irbid, sowie im Dreieck zwischen Samra, Mafraq und Zarqa im Nordwesten des Landes. Die Tower Tombs ballen sich hingegen in den Wüsten- und Steppengebieten östlich von Maʿan im Südwesten, im Wadi Rum und in der Harra nördlich von Azraq. Am Dschebel Mutawwaq stehen über tausend von ihnen, mehr als 150 am Nordhang des über 800 m hohen Nebo. Sie entstanden meist als Nekropolen oberhalb von kupfer- und bronzezeitlichen Siedlungen, hingegen wurden die Türme bei kleinen Siedlungen errichtet, die der Viehhaltung dienten. So schätzt man die Einwohnerzahl einer Siedlung am Mutawwaq, die topographisch und chronologisch mit dem Dolmenfeld verbunden ist, auf 1700.
Es gibt viele Dolmen in den Dörfern Johfiyeh und Natifah im äußersten Norden, südwestlich bzw. westlich von Irbid. Eine große Zahl liegt in der Umgebung von Madaba, wie Al Faiha, 10 km westlich von Madaba im Wadi Jadid. Im Wadi liegen mehr als 40 Dolmen (12 davon in sehr gutem Zustand), der Rest ist wahrscheinlich durch Erdbeben beschädigt. Zwei Dolmen liegen in Hisbone, die meisten wurden in Zarqa Ma'in bei Al-Murayghat gefunden. Das große Dolmenfeld von Ala-Safat liegt in der Nähe von Al-Damiyah, einem Dorf im Jordantal. 
Es gibt einige Menhire, Steinkreise, Steinreihen und Schalensteine.